# Non c'è bisogno di presentazioni - Con David Letterman
Non c'è bisogno di presentazioni - Con David Letterman (My Next Guest Needs No Introduction with David Letterman), è un talk show statunitense trasmesso dal 12 gennaio 2018 su Netflix. Lo spettacolo è condotto da David Letterman.

## Produzione

### Sviluppo
L'8 agosto 2017 è stato annunciato che Netflix aveva ordinato una serie di interviste di sei episodi con David Letterman. Ogni episodio di un'ora vedrà Letterman condurre una lunga conversazione con un singolo ospite e segmenti sul campo, in cui esplorerà argomenti per conto suo.
Il 5 gennaio 2018, Netflix ha rilasciato ulteriori informazioni sulla serie. È stato annunciato che gli ospiti di Letterman nella prima stagione includeranno Barack Obama, George Clooney, Malala Yousafzai, Jay-Z, Tina Fey e Howard Stern. Fu anche annunciato che la serie sarebbe stata presentata in anteprima il 12 gennaio 2018 con l'intervista di Letterman a Obama. Questa intervista è stata la prima di Obama da quando ha lasciato l'ufficio.
Il 14 dicembre 2018 la serie è stata rinnovata per una seconda stagione sempre da sei episodi., a cui hanno fatto seguito due speciali.

### Musica
La canzone tematica dello spettacolo e la musica di collegamento sono stati scritti e registrati dal leader storico della band degli show di Letterman, Paul Shaffer.
Poco dopo fu annunciato pubblicamente che Netflix aveva dato un ordine alla serie, Shaffer ricevette una telefonata da Letterman che gli chiedeva di lavorare nello show. Poco dopo, Shaffer ha iniziato a ricevere tagli di episodi della prima stagione e ha iniziato a mettere la musica in seguito, dove il regista ha pensato che fosse necessario.
Nello sviluppare il suono della musica dello show, Shaffer inizialmente guardò Letterman come guida. Non trovandone nessuno, si ricordò dell'amore condiviso di Letterman per il tipo di musica prodotta al Muscle Shoals Sound Studio di Sheffield, in Alabama, descrivendolo come "l'onestà che senti, il sentimento dell'anima meridionale". La colonna sonora includeva inizialmente la batteria, ma i produttori e il regista dello spettacolo pensavano che la musica dovesse "sentire come se fosse il vecchio amico di Dave, Paul, a suonare". quindi alla fine è stato spogliato per includere solo pianoforte, organo e chitarra basso.

## Episodi

### Prima stagione
| Episodio | Titolo (inglese)                       | Ospite           | Data            | Sommario |
| -------- | -------------------------------------- | ---------------- | --------------- | --- |
| 1        | It's a Whole New Ball Game Now         | Barack Obama     | 12 gennaio 2018 | Clip dal David Letterman Show dell'intervista ad Obama. Camminata con John Lewis all'Edmund Pettus Bridge, sito del Bloody Sunday nel 1965. |
| 2        | You Be the Newsman, I'll Be Liz Taylor | George Clooney   | 9 febbraio 2018 | Letterman e Clooney fuori dal LAX a guardare gli aerei atterrare e mangiando fast food. A casa di Nick Clooney per incontrare il rifugiato iracheno Hazim Avdal che la famiglia Clooney sta sponsorizzando.                                                                                                 |
| 3        | You Know, She Has a Nobel Peace Prize  | Malala Yousafzai | 9 marzo 2018    | Letterman accompagna Malala Yousafzai mentre guida un gruppo di ragazzi in un tour al Lady Margaret Hall ad Oxford. L'attivista continua a guidare il gruppo nel tour, la coppia va nel negozio dell'Università di Oxford e Letterman pranza assieme al padre di Yousafzai.                                 |
| 4        | I Had a Paper Route Too                | Jay-Z            | 6 aprile 2018   | Letterman visita il Shangri La Studio, parla con il produttore musicale Rick Rubin e ascolta la registrazione di Madison Ryann Ward. |
| 5        | It's Just Land Mine Hopscotch          | Tina Fey         | 4 maggio 2018   | Letterman e il cantante e chitarrista blues Buddy Guy mangiano pollo e patatine fritte all'Athenian Room a Chicago, luogo di ritrovo con Tina Fey, mentre parla delle origini del Chicago blues. Più tardi, Guy interpreta Skin Deep, accompagnato da Paul Shaffer, nel suo nightclub, Buddy Guy's Legends. |
| 6        | Howard Stern                           | Howard Stern     | 31 maggio 2018  | Video dell'intervista di Letterman a Stern al Late Night with David Letterman. Letterman cavalca assieme alla panteologa e geologa Christa Sadler al Grand Staircase-Escalante National Monument. |

### Seconda stagione
| Episodio | Ospite          | Data           | Sommario |
| -------- | --------------- | -------------- | --- |
| 1        | Kanye West      | 31 maggio 2019 | Letterman fa visita alla casa di Kanye West e prova alcuni dei suoi vestiti.                                                                                  |
| 2        | Ellen DeGeneres | 31 maggio 2019 | Dietro le quinte del The Ellen DeGeneres Show. |
| 3        | Tiffany Haddish | 31 maggio 2019 | Letterman si mette a praticare del giardinaggio insieme alla Haddish nel suo cortile di casa.                                                                 |
| 4        | Lewis Hamilton  | 31 maggio 2019 | Letterman sfida dei giovani piloti su una pista di go-kart; Hamilton esegue dei giri su una Mercedes F1 W10.                                                  |
| 5        | Melinda Gates   | 31 maggio 2019 | La Gates si unisce a Letterman in un simulatore di auto a guida automatica; Letterman incontra Bill Gates negli uffici della Fondazione Bill & Melinda Gates. |

### Terza stagione
| Episodio | Ospite              | Data            | Sommario |
| -------- | ------------------- | --------------- | --- |
| 1        | Kim Kardashian West | 21 ottobre 2020 | Kim racconta a Dave momenti chiave della sua vita, tra cui il caso O.J. Simpson, una rapina a Parigi e una visita alla Casa Bianca.         |
| 2        | Robert Downey Jr.   | 21 ottobre 2020 | La star di Iron Man mostra a Dave il suo zoo personale nella casa di Malibu.                                                                |
| 3        | Dave Chappelle      | 21 ottobre 2020 | In una rara intervista vicino alla sua fattoria in Ohio, Dave Chappelle riflette sulla sua carriera, la famiglia e la forza della comunità. |
| 4        | Lizzo               | 21 ottobre 2020 | In tempo di COVID-19 Lizzo invita Dave a registrare una traccia vocale nello studio di casa mentre chiacchierano di vari argomenti.         |

### Quarta stagione
| Episodio | Ospite                           | Data           | Sommario |
| -------- | -------------------------------- | -------------- | --- |
| 1        | Billie Eilish, Finneas O'Connell | 20 maggio 2022 | Dave fa visita a Billie Eilish per discutere di ispirazione, influenze e sindrome dell'impostore e riesce persino a lavorare in un piccolo go-kart e sull'autotune.                                       |
| 2        | Will Smith                       | 20 maggio 2022 | Will Smith ricorda le sue origini rap, l'educazione severa dei suoi genitori, le esplorazioni spirituali e una notte molto fatidica a casa di Quincy Jones.                                               |
| 3        | Cardi B                          | 20 maggio 2022 | Cardi B e Dave si dividono un formaggio tritato in una bodega del Bronx e chiacchierano di feste divertenti, hip-hop, genitorialità, scienze politiche e protesta contro l'ingiustizia.                   |
| 4        | Ryan Reynolds                    | 20 maggio 2022 | Ryan Reynolds prepara la pizza per Dave mentre parla della sua infanzia in Canada, dei primi anni da attore, della vita da padre e dell'amore per il calcio gallese.                                      |
| 5        | Kevin Durant                     | 20 maggio 2022 | Dave e Kevin Durant si affrontano uno contro uno nel basket, nello shuffleboard, mentre nelle conversazioni si occupano di famiglia, concentrazione, chiacchiere spazzatura, social media e altro ancora. |
| 6        | Julia Louis-Dreyfus              | 20 maggio 2022 | Julia Louis-Dreyfus porta Dave a pescare e parla di crescere con due famiglie, servendo il tè Gumby al Saturday Night Live e superando la realtà della finzione con Veep.                                 |

### Quinta stagione
| Episodio | Ospite          | Data           | Sommario |
| -------- | --------------- | -------------- | --- |
| 1        | Miley Cyrus     | 12 giugno 2024 | Cyrus si esibisce in uno spettacolo intimo allo Chateau Marmont e si confida con Letterman parlando di scrittura di canzoni, sobrietà e del distacco dal personaggio di Hannah Montana. |
| 2        | Charles Barkley | 12 giugno 2024 | Barkley gioca a golf con Letterman e condivide le sue opinioni senza filtri su NBA e WNBA, sul suo passaggio ad analista e sulla lotta contro il razzismo. |
| 3        | Caitlin Clark   | 8 aprile 2025  | In un episodio che passa da una ciambellaia di Indianapolis a una serie di conferenze presso l'università di Letterman, la Ball State University, e poi al bowling a Indianapolis, Clark parla della sua vita, della sua carriera e delle problematiche legate alla WNBA. Letterman si reca anche all'Università dell'Iowa per parlare con l'allenatrice di Clark alle Hawkeyes, Lisa Bluder, ora in pensione. |

### Speciali
| Episodio | Titolo (inglese)                                           | Titolo (italiano)                                                             | Ospite               | Data             | Sommario |
| -------- | ---------------------------------------------------------- | ----------------------------------------------------------------------------- | -------------------- | ---------------- | --- |
| 1        | You're David Letterman, You Idiot                          | Sei David Letterman, idiota!                                                  | Jerry Seinfeld       | 8 maggio 2018    | In un dietro le quinte di Netflix, Jerry Seinfeld intervista Letterman. |
| 2        | Zach Galifianakis                                          | Zach Galifianakis                                                             | Zach Galifianakis    | 21 giugno 2019   | Unendosi a Letterman in un evento speciale targato Netflix, Galifianakis rende omaggio agli idoli della sua infanzia condividendo anche diverse clip dal set del suo show Between Two Ferns. |
| 3        | My Next Guest with David Letterman and Shah Rukh Khan      | Non c'è bisogno di presentazioni - Con David Letterman e Shah Rukh Khan       | Shah Rukh Khan       | 25 ottobre 2019  | La star di Bollywood racconta della sua ascesa verso la fama alla sua famiglia e ai suoi fan mentre si incontra con Letterman tra Mumbai e New York.                                         |
| 4        | My Next Guest with David Letterman and Volodomyr Zelenskyy | Non c'è bisogno di presentazioni - Con David Letterman e Volodymyr Zelens'kyj | Volodymyr Zelens'kyj | 22 dicembre 2022 | Letterman si reca a Kiev per incontrare il presidente ucraino Volodymyr Zelens'kyj di fronte a un piccolo pubblico in una stazione della metropolitana.                                      |
| 5        | My Next Guest with David Letterman and John Mulaney        | Non c'è bisogno di presentazioni - Con David Letterman e John Mulaney         | John Mulaney         | 30 aprile 2024   | Mulaney torna al suo liceo di Chicago con Letterman e i due discutono apertamente di dipendenza, paternità e dello stato attuale della stand-up comedy.                                      |